# Якубовский, Игорь (боксёр)
Игорь Павел Якубовский (пол. Igor Pawel Jakubowski; род. 6 августа 1992, Жоры, Польша) — польский боксёр-профессионал, выступающий в первой тяжёлой весовой категории. Участник Олимпийских игр (2016), серебряный призёр чемпионата Европы (2015), чемпион Европейского союза (2014), многократный победитель и призёр национального первенства в любителях.

## Биография
Родился 6 августа 1992 года в городе Жоры (Польша).

## Любительская карьера
В любителях на официальных соревнованиях выступал с самой юности — с 2008 года и по 2017 год, пройдя все весовые категории — начиная с категории до 66 кг и дойдя до 91 кг. Представлял клубы «Заглембе» (Конин) и ПКБ Лехма (Познань).
В любителях он участвовал в более чем 150 боях, в том числе одержал около 130 побед и получил около 20 поражений. Стал чемпионом Польши в среднем весе (2011) и первом тяжёлом весе (2014, 2015).
В сентябре 2011 года участвовал в чемпионате мира в категории полутяжёлого веса (до 81 кг), в первом раунде соревнований, в конкурентном бою по очкам (16:14) победив опытного доминиканца Феликса Валеру, но во втором раунде соревнований досрочно проиграл опытному боксёру из Ирана Эхсану Рузбахани.
В 2014 году стал чемпионом на чемпионате Европейского союза в Софии, в весе до 91 кг.
В 2015 году завоевал серебро чемпионата Европы проходившем в Самокове, в весе до 91 кг.
В 2016 году Якубовский сумел пробиться на Олимпийские игры в Рио-де-Жанейро, где в первом же раунде соревнований он уступил единогласным решением судей британскому боксёру Лоуренсу Околи в весовой категории до 91 кг. После Игр в октябре ему была сделана операция на колене, потом он получил травму запястья правой руки и перенёс четыре операции.
В 2014—2016 годах провёл 7 боёв в полупрофессиональной лиге World Series of Boxing, из них в 6 боях вышел победителем и 1 бой проиграл техническим нокаутом титулованному казахстанскому боксёру Василию Левиту.

## Профессиональная карьера
9 ноября 2018 года Игорь Якубовский начал профессиональную боксёрскую карьеру боем с украинским боксёром Алексеем Жуком, в котором по единогласному решению судей Якубовский одержал победу.

## Статистика профессиональных боёв
В таблице перечислены результаты всех поединков боксёров.
В каждой строке указан результат поединка. Дополнительно номер поединка обозначен цветом, который обозначает итог поединка. Расшифровка обозначений и цветов представлена в нижеследующей таблице.
| Пример | Расшифровка                     |
| ------ | ------------------------------- |
|        | Победа                          |
|        | Ничья                           |
|        | Поражение                       |
|        | Планируемый поединок            |
|        | Поединок признан несостоявшимся |
| КО     | Нокаут                          |
| ТКО    | Технический нокаут              |
| PTS    | Решение судей (по очкам)        |
| UD     | Единогласное решение судей      |
| MD     | Решение большинства судей       |
| SD     | Раздельное решение судей        |
| RTD    | Отказ от продолжения боя        |
| DQ     | Дисквалификация                 |
| NC     | Поединок признан несостоявшимся |

| 5 поединков, 3 победы (2 нокаутом), 2 поражения. | 5 поединков, 3 победы (2 нокаутом), 2 поражения. | 5 поединков, 3 победы (2 нокаутом), 2 поражения. | 5 поединков, 3 победы (2 нокаутом), 2 поражения. | 5 поединков, 3 победы (2 нокаутом), 2 поражения. | 5 поединков, 3 победы (2 нокаутом), 2 поражения. | 5 поединков, 3 победы (2 нокаутом), 2 поражения.   | 5 поединков, 3 победы (2 нокаутом), 2 поражения. |
| Бой                                              | Рекорд                                           | Дата боя                                         | Соперник                                         | Место проведения боя                             | Раундов, время                                   | Дополнительно                                      |                                                  |
| ------------------------------------------------ | ------------------------------------------------ | ------------------------------------------------ | ------------------------------------------------ | ------------------------------------------------ | ------------------------------------------------ | -------------------------------------------------- | ------------------------------------------------ |
| 5                                                | 3-2                                              | 2 октября 2021                                   | Каетан Калиновский (1-0)                         | Hala Sportowa Sokolnia, Косьцежина, Польша       | TKO 1 (6), 2:46                                  |                                                    |                                                  |
| 4                                                | 3-1                                              | 26 февраля 2021                                  | Кшиштоф Влодарчик (0-0-1)                        | Клуб Explosion, Варшава, Польша                  | TKO 3 (4), 2:48                                  |                                                    |                                                  |
| 3                                                | 2-1                                              | 11 декабря 2020                                  | Михал Плесник (7-4)                              | Великий Клинч, Польша                            | UD 6 (6)                                         | Счёт: 55-59, 56-58 (дважды).                       |                                                  |
| 2                                                | 2-0                                              | 2 октября 2020                                   | Павел Новачинский (дебют)                        | Великий Клинч, Польша                            | KO 2 (4), 1:36                                   |                                                    |                                                  |
| 1                                                | 1-0                                              | 9 ноября 2018                                    | Алексей Жук (2-0)                                | Конин, Польша                                    | UD 6 (6)                                         | Счёт: 59-54, 59-55, 58-56. Профессиональный дебют. |                                                  |

## Личная жизнь
В 2019 году участвовал в шестом сезоне польской версии реалити-шоу «Большой брат» и занял 3-е место.